# El sopar (programa de televisió)
El sopar és un programa de televisió on quatre personatges famosos, de diversos àmbits, conversen sobre un tema en concret, durant el sopar i la sobretaula.
Núria Castejón, la directora d'El sopar, va explicar que la idea va sorgir d'un altre programa No serà fàcil, també presentat per Roger de Gràcia, on un dels episodis una conversa es va desenvolupar durant un sopar i va tenir molt d'èxit, fent plantejar la possibilitat de desenvolupar un format en si mateix.
El primer episodi es va estrenar a TV3 el 19 de gener de 2017, coincidint amb un partit del FC Barcelona, en horari de màxima audiència, i va aconseguir una audiència mitjana de 266.000 teleespectadors, un 9,6% del share.

## Capítols
Els capítols es desenvolupen en una vetllada, tot sopant, tot i que generalment el programa es fixa sobretot a la sobretaula, quan comencen les converses que solen durar poc més d'una hora i que queden recollides en un espai de 50 minuts. Com que les durades són molt semblants és un programa poc editat i on la conversa es pot veure gairebé completa.
Els quatre convidats, com que són professionals de sectors molt diversos, sovint no es coneixen i el to de la conversa pot variar molt d'un episodi a un altre. Per cada capítol l'equip va preparar algun esdeveniment pels comensals: interpretacions, gravacions d'un conegut... però finalment, en alguns casos, aquests elements no es van acabar incorporant perquè la conversa ja fluïa per si mateixa.
1. Tenir fills (Berto Romero, Sílvia Soler, Quim Morales i Thais Villas). Emès el 19/01/2017.
2. Tenir èxit (Ferran Adrià, Judit Mascó, Joel Joan i Anna Tarrés). Emès el 26/01/2017.
3. Tenir amor (Montserrat Carulla, Dani Anglès, Joan Maria Pou i Jenn Díaz). Emès el 02/02/2017.
4. Tenir compromís (Oriol Mitjà, Lolita Bosch, Victòria Molins i Òscar Camps). Emès el 09/02/2017.
5. Tenir son (Lídia Heredia, Toni Clapés, Rosa Boladeras i Eduard Estivill). Emès el 16/02/2017.
6. Tenir poble (Peyu, Joan Reig, Lloll Bertran i Àngels Gonyalons). Emès el 23/02/2017.
7. Tenir amistat (Aina Clotet, Nausicaa Bonnín, Miki Esparbé i David Verdaguer). Emès el 02/03/2017.
8. Tenir distància (Rosa Maria Calaf, Albert Elfa, Sergi Vicente i Sandra Balsells). Emès el 09/03/2017.
9. Tenir bons hàbits (Màrius Serra, Marta Romagosa, Ada Parellada i Adam Martín). Emès el 16/03/2017.